# Luigi Durand de la Penne (D 560)
Il cacciatorpediniere lanciamissili della Marina Militare Luigi Durand de la Penne (D 560) è un'unità multiruolo per la lotta antiaerea, lotta antisommergibile, lotta antinave e per il bombardamento a lungo raggio.

## Caratteristiche
Conta un equipaggio di 377 persone (di cui il 10% femminile). Lo scafo è a ponte continuo con due blocchi di sovrastrutture che inglobano i due fumaioli, con la zona poppiera occupata per una lunghezza di circa 25 metri dal ponte di volo e per una lunghezza di 18m dall'aviorimessa che può accogliere due elicotteri. La forma dello scafo e una coppia di stabilizzatori assicurano una notevole riduzione del rollio.

## Storia
La nave porta il nome dell'ammiraglio di squadra Luigi Durand de la Penne, medaglia d'oro al valor militare. La costruzione dell'unità, iniziata nel 1988, è avvenuta nel Cantiere navale di Riva Trigoso e la nave è stata varata il 20 ottobre 1989 con il nome Animoso, richiamando il nome di una torpediniera della Regia Marina della seconda guerra mondiale, della Classe Ciclone; ma con la morte di Durand de la Penne, avvenuta durante l'allestimento, venne deciso di cambiare il nome dell'unità, che così venne consegnata il 18 marzo 1993 alla Marina Militare con il nuovo nome.
Tra le attività a cui ha preso parte, è da segnalare la circumnavigazione del globo, effettuata assieme al Bersagliere. Le due unità, salpate il 12 luglio 1996, rientrarono a Taranto il 4 aprile 1997, dopo aver percorso oltre 46 000 miglia e toccato 35 porti di 23 nazioni.
Dall'11 febbraio 2002 al 17 giugno 2002 ha partecipato nel mar Arabico all'operazione Enduring Freedom.
Nell'estate 2006 ha preso parte con due interventi all'operazione di evacuazione di civili di varie nazionalità, in fuga dai combattimenti da Beirut nel Libano a Larnaca nell'isola di Cipro, in un'operazione denominata Mimosa 06, alla quale hanno preso parte anche altre navi della Marina Militare Italiana, come la San Giorgio, la San Marco e l'Aliseo.
Il Durand de la Penne è stato assegnato dalla Marina Militare allo Standing Nato Maritime Group 2 (SNMG2), il gruppo navale che dipende dal Comando della Componente Marittima Alleata del Sud Europa e che fa parte della NRF (NATO Reaction Forces), la Forza di Reazione Rapida della NATO. Il Durand de la Penne ne fa parte insieme con la fregata turca Gokova, la fregata greca Kondouriothis, la fregata inglese Somerset ed il cacciatorpediniere statunitense Gonzalez.
Nel dicembre 2014 ha preso parte alle operazioni di soccorso del traghetto Norman Atlantic. Sarà posta in disarmo a fine 2024 contemporaneamente all'uscita dalla flotta dell'incrociatore portaeromobili Giuseppe Garibaldi (C551).

## Cronotassi dei comandanti
| Grado                | Nome e Cognome             | Periodo                      |
| -------------------- | -------------------------- | ---------------------------- |
| Capitano di Vascello | Giancarlo Porchiazzo       | dal 18.03.1993 al 18.10.1993 |
| Capitano di Vascello | Gian Maria Faggioni        | dal 19.10.1993 al 24.09.1995 |
| Capitano di Vascello | Luciano Callini            | dal 25.09.1995 al 26.09.1997 |
| Capitano di Vascello | Rinaldo Cherubino Veri     | dal 27.09.1997 al 24.09.1999 |
| Capitano di Vascello | Salvatore Ruzittu          | dal 25.09.1999 al 26.09.2000 |
| Capitano di Vascello | Stefano Dotti              | dal 27.09.2000 al 21.10.2001 |
| Capitano di Vascello | Donato Marzano             | dal 22.10.2001 al 21.10.2002 |
| Capitano di Vascello | Marcello Bernard           | dal 22.10.2002 al 21.10.2003 |
| Capitano di Vascello | Pietro Luciano Ricca       | dal 22.10.2003 al 22.10.2004 |
| Capitano di Vascello | Gualtiero Mattesi          | dal 23.10.2004 al 23.10.2005 |
| Capitano di Vascello | Guido Rando                | dal 24.10.2005 al 24.10.2006 |
| Capitano di Vascello | Antonio Natale             | dal 25.10.2006 al 25.10.2007 |
| Capitano di Vascello | Pier Federico Bisconti     | dal 26.10.2007 al 28.10.2008 |
| Capitano di Vascello | Fabrizio Simoncini         | dal 29.10.2008 al 28.10.2009 |
| Capitano di Vascello | Pier Paolo Ribuffo         | dal 29.10.2009 al 04.07.2010 |
| Capitano di Vascello | Fabio Gregori              | dal 05.07.2010 al 02.09.2011 |
| Capitano di Vascello | Luigi Sinapi               | dal 03.09.2011 al 14.09.2013 |
| Capitano di Vascello | Ostilio de Majo            | dal 15.09.2013 al 16.09.2014 |
| Capitano di Vascello | Andrea Petroni             | dal 17.09.2014 al 16.09.2015 |
| Capitano di Vascello | Francesco Gennaro Esposito | dal 17.09.2015 al 09.06.2016 |
| Capitano di Vascello | Fabrizio Rutteri           | dal 10.06.2016 al 24.09.2017 |
| Capitano di Vascello | Armando Paolo Simi         | dal 25.09.2017 al 27.09.2018 |
| Capitano di Vascello | Andrea Micheli             | dal 28.09.2018 al 27.09.2019 |
| Capitano di Vascello | Stefano Calvetti           | dal 28.09.2019 al 27.09.2020 |
| Capitano di Vascello | Massimo Bonu               | dal 28.09.2020 al 04.10.2021 |
| Capitano di Vascello | Francesco Pagnotta         | dal 05.10.2021               |

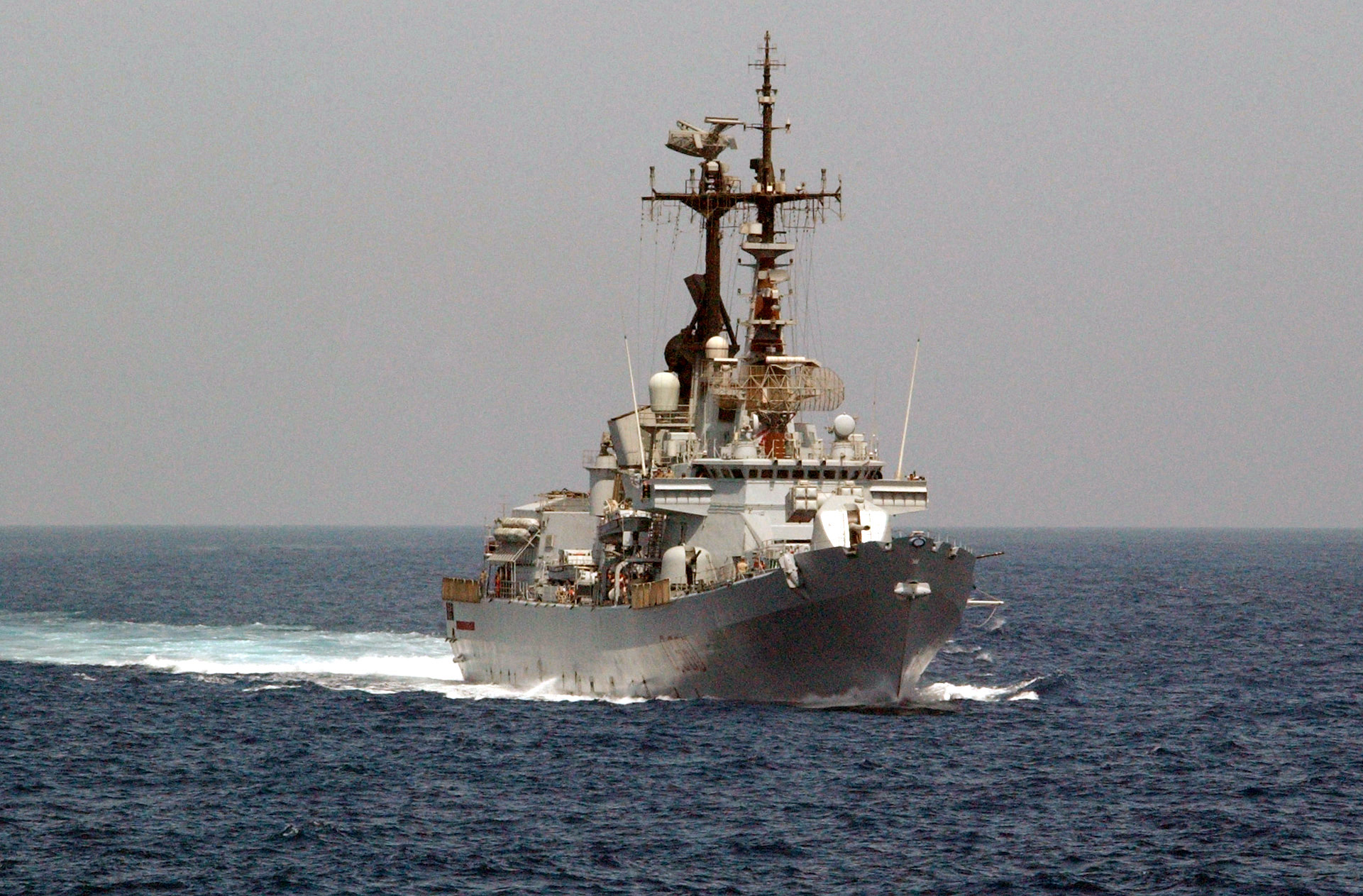
Il Durand de la Penne nel 2002 durante l'operazione Enduring Freedom.
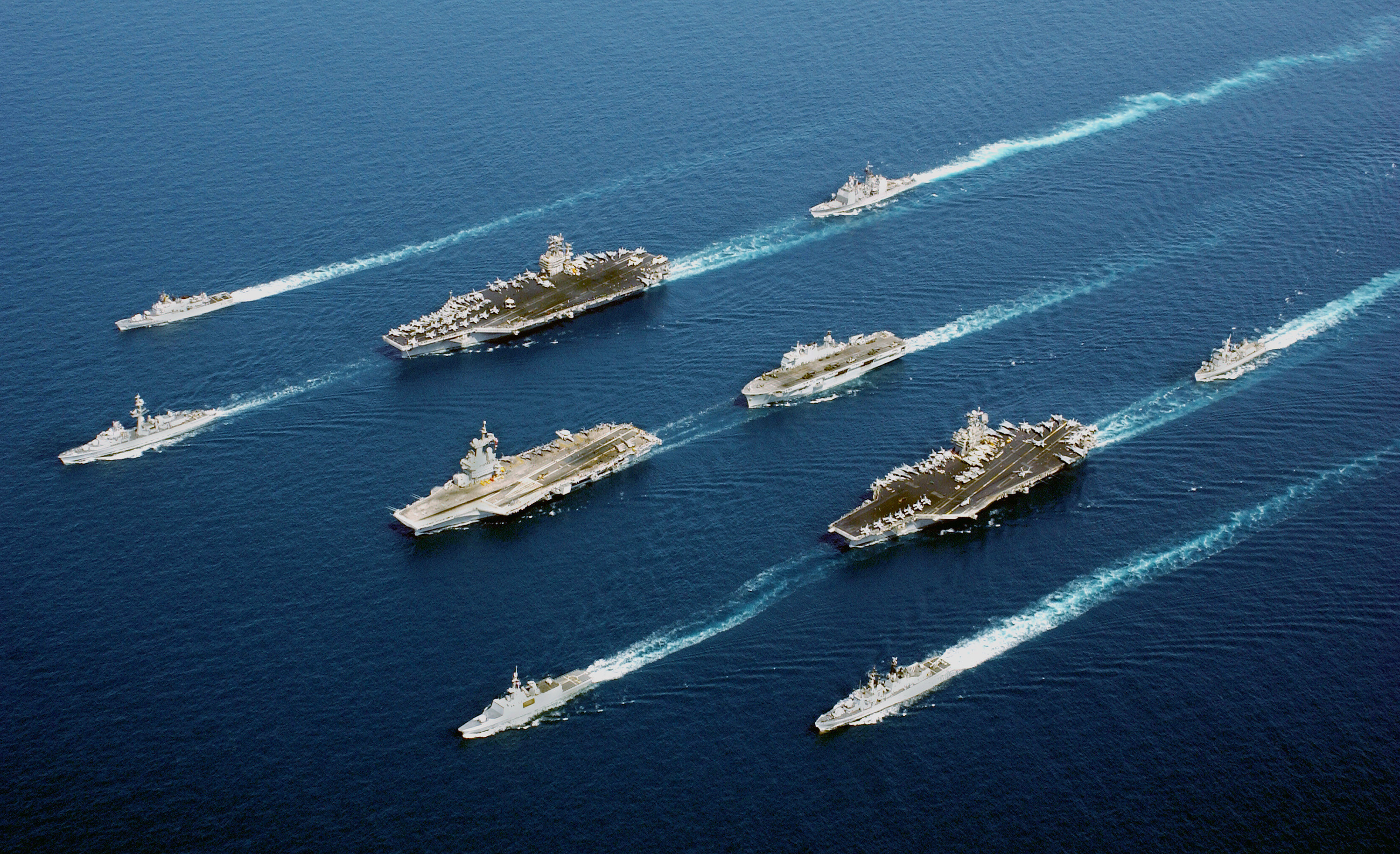
Un gruppo di unità navali di nazioni partecipanti all'Operazione Enduring Freedom. Il Durand de la Penne è l'ultimo in basso.
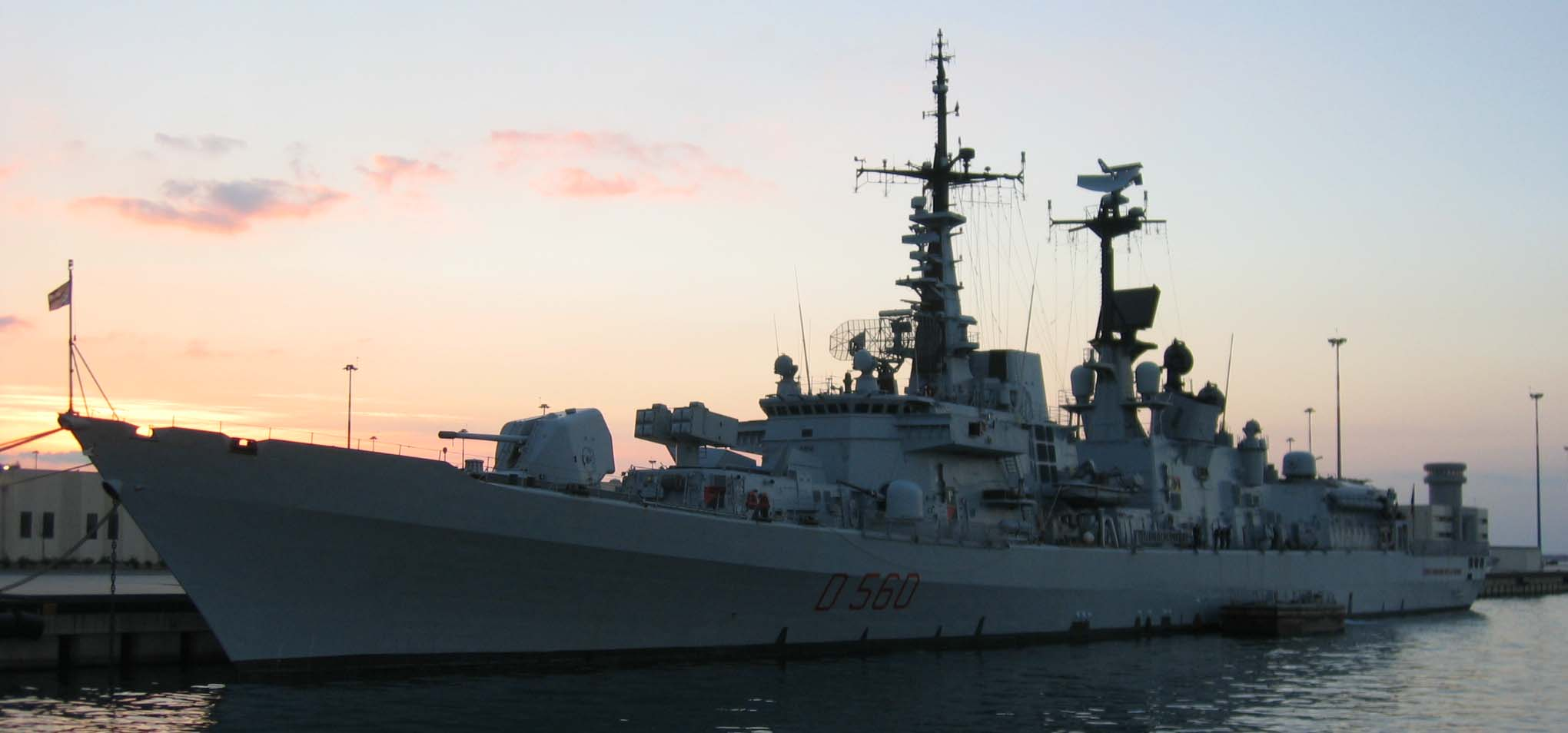
Il Durand de la Penne nella base di Taranto.